# Mariannelund
Mariannelund – miejscowość (tätort) w Szwecji, w regionie administracyjnym (län) Jönköping, w gminie Eksjö.
Według danych Szwedzkiego Urzędu Statystycznego liczba ludności wyniosła: 1503 (31 grudnia 2015), 1626 (31 grudnia 2018) i 1598 (31 grudnia 2019).